# Hamburger Künstlerfest
Das Hamburger Künstlerfest war während der 1920er und 1930er Jahre ein Künstlertreffen  im Curio-Haus in Hamburg, das alljährlich über mehrere Tage als Faschingsfest stattfand. Mit Titeln wie Die Götzenpauke, Noa Tawa oder Krawall im All wurde die Veranstaltung überregional bekannt. Richard Luksch wurde von den Nationalsozialisten wegen seiner Arbeit für die Künstlerfeste als Lehrer der Hamburger Kunstgewerbeschule entlassen, u. a. weil er Hitler karikiert hatte.

## Geschichte
Ins Leben gerufen wurden die Hamburger Künstlerfeste von Friedrich Adler, der an der Hamburger Kunstgewerbeschule (ab 1928 Landeskunstschule) unterrichtete. Diese übernahm auch mit Adler, Carl Otto Czeschka, Arthur Illies, Richard Luksch und deren Schülern die dekorative Gestaltung der Festsäle. Großen Anteil am Erfolg der Feste hatten vor allem Musik, Tanz, Film, Dichtung und Kabarett. Seit 1922 gab es eine theatralische Revue. Der Kritiker Harry Reuss-Löwenstein schrieb 1928: „Die Künstlerfeste sind ein wirklicher Kulturfaktor geworden.“
Die Planung der Künstlerfeste übernahm seit 1921 der eingetragene Verein Künstlerfest Hamburg e. V.
Auf den Festen traten u. a.auf: der junge Gustaf Gründgens, Paul Kemp, Victor de Kowa, Mary Wigman, aber auch Dichter und Komponisten wie Hans Henny Jahnn, Hans Leip und Hans Heinz Stuckenschmidt.
Nach einer kriegsbedingten Pause fanden die Kostümfeste ab 1947 im Gebäude der Landeskunstschule am Lerchenfeld statt (seit 1955 heißt sie Hochschule für bildende Künste).
Das Motto von 1949 (Silbersammelsurium) wurde verkürzt zu „Si-Sa-Su“; ab 1950 bis zu ihrem erzwungenen Ende 1968 liefen die Künstlerfeste schließlich unter dem Titel Li-La-Lerchenfeld oder kurz Li-La-Le. Von 1976 bis 2017 fanden die Feste unter dem Namen LiLaBe in Hamburg-Bergedorf statt, 2018 am Hühnerposten.

### Themen während der Weimarer Republik
- Dämmerung der Zeitlosen (1919)
- Die gelbe Posaune der Sieben (1920)
- Die Götzenpauke (1921) setzte sich mit afrikanischer und ozeanischer Kunst auseinander. Die Künstler erstellten nicht nur die Bühnenbilder, sondern illustrierten auch die zu jedem Künstlerfest erscheinenden Almanache. Von allen Künstlerfesten ist zu dem der Götzenpauke das umfangreichste Material erhalten.
- Der Himmlische Kreisel (1922)
- Das Fest der Namenlosen (1923)
- Cubicuria, die seltsame Stadt (1924)
- Der siebente Krater (1925)
- Noa Tawa (1926)
- Curioser Circus (1927)
- Prisma im Zenith (1928)
- Plüsch und Ploröse (1929)
- Gläserne Maske K.O. (1930)
- Komplott der Komplexe (1931)
- Krawall im All (1932)
- Himmel auf Zeit (1933)

### Themen während des Nationalsozialismus
- Das blaue Wunder (1934)
- Die Tralltrommel (1935)
- Fallreep nach Tiefsee (1936)
- Tandaradreihdi (1937)
- Wünschelmühle Doremi (1938)
- Hoppla, die Taumelscheibe (1939)

### Themen in der Nachkriegszeit
- Arche Nova (1947)
- Kurs auf Utopia (1948)
- Silbersammelsurium (1949)
- Das Keuschheitsgärtlein (1950)
- Curiolymp (1951)
- Montsartre (1952)
- Planten un Plünnen (1953)
- Furiose Fähre (1954)
- Turbula rosa (1955)
- Bim bam bimini (1956)
- Barock 'n' roll (1957)
- Die Futurkutsche (1958)
- Salut gen Fimmel (35. Künstlerfest 1959)
- Die tätowierte Hose (1960)
- Auf vollen Skulptouren (1961)
- Salto Rialto (1962)
- Die blaue Karotte (1963)
- Das runde Quadrat (1964)
- Strip it easy (1965)
- musa mobile (1966)
- Minirum Bumbum (1967)
- Hippiedrom (1968)